# Штефани, Иоганн Готлиб
Иоганн Готлиб Штефани (нем. Johann Gottlieb Stephanie; 19 февраля 1741, Бреслау — 23 января 1800, Вена) — австрийский драматург, либреттист, актёр.
Автор либретто к операм Моцарта «Похищение из сераля» (1782, по пьесе К. Ф. Бретцнера) и «Директор театра» (1786), а также популярной в своё время комической опере Диттерса фон Диттерсдорфа «Доктор и аптекарь» (1786) и др.
В 1769 году он адаптировал Макбет, Шекспира. Она была исполнена в 1770-х годах.

## Работы
- «Похищение из сераля», 1782 музыка: Вольфганг Амадей Моцарт
- «Директор театра», 1786, Музыка: Вольфганг Амадей Моцарт
- «Доктор и аптекарь»,1786, музыка: Карл Диттерс фон Диттерсдорф